# فورت توماس
فورت توماس (بالإنجليزية: Fort Thomas, Kentucky) هي مدينة تقع في مقاطعة كامببيل، كنتاكي بولاية كنتاكي في وسط جنوب شرق الولايات المتحدة. تأسست عام 1867، تبلغ مساحة هذه المدينة 16.7 (كم²)، وترتفع عن سطح البحر 262 م، بلغ عدد سكانها 16325 نسمة في عام 2010 حسب إحصاء مكتب تعداد الولايات المتحدة وتصل الكثافة السكانية فيها 1123.5 نسمة/كم2.

## التركيبة السكانية
حدّد مكتب تعداد الولايات المتحدة بيانات التركيبة السكانية لفورت توماس في تعداد الولايات المتحدة. في ما يلي، التركيبة السكانية حسب تعدادي 2000 و2010.

### تعداد عام 2000
بلغ عدد سكان فورت توماس 16,495 نسمة بحسب تعداد عام 2000، وبلغ عدد الأسر 6,742 أسرة وعدد العائلات 4,338 عائلة مقيمة في المدينة. في حين سجلت الكثافة السكانية 1,119.1 نسمة لكل كيلومتر مربع (2,898.5/ميل2). وبلغ عدد الوحدات السكنية 7,028 وحدة بمتوسط كثافة قدره 476.8 لكل كيلومتر مربع (1,234.9/ميل2).
وتوزع التركيب العرقي للمدينة بنسبة 97.61% من البيض و0.73% من الأمريكيين الأفارقة و0.14% من الأمريكيين الأصليين و0.66% من الأمريكيين ذوي الأصول الآسيوية و0.22% من الأعراق الأخرى و0.65% من عرقين مختلطين أو أكثر و0.62% من الهسبانيون أو اللاتينيون من أي عرق.
بلغ عدد الأسر 6,742 أسرة كانت نسبة 33.5% منها لديها أطفال تحت سن الثامنة عشر تعيش معهم، وبلغت نسبة الأزواج القاطنين مع بعضهم البعض 51.6% من أصل المجموع الكلي للأسر، ونسبة 9.4% من الأسر كان لديها معيلات من الإناث دون وجود شريك، بينما كانت نسبة 3.4% من الأسر لديها معيلون من الذكور دون وجود شريكة وكانت نسبة 35.7% من غير العائلات. تألفت نسبة 31.1% من أصل جميع الأسر من عدة أفراد يعيشون في نفس المنزل ونسبة 11.7% كانت تتألف من شخص يعيش بمفرده يبلغ من العمر 65 عاماً أو أكثر. وبلغ متوسط حجم الأسرة المعيشية 2.39، أما متوسط حجم العائلات فبلغ 3.04.
بلغ العمر الوسطي للسكان 37.8 عاماً. وكانت نسبة 25% من القاطنين تحت سن الثامنة عشر، وكانت نسبة 7.8% بين الثامنة عشر والرابعة والعشرين عاماً، ونسبة 29% كانت واقعةً في الفئة العمرية ما بين الخامسة والعشرين والرابعة والأربعين عاماً، ونسبة 22.1% كانت ما بين الخامسة والأربعين والرابعة والستين، ونسبة 13.7% كانت ضمن فئة الخامسة والستين عاماً فما فوق. يوجد لكل 100 أنثى 91.2 ذكر، ويوجد لكل 100 أنثى في الثامنة عشر من عمرها فما فوق 85.1 ذكر.
بلغ متوسط دخل الأسرة في المدينة 49,575 دولارًا، أما متوسط دخل العائلة فبلغ 63,006 دولارًا. وكان متوسط دخل الذكور 43,733 دولارًا مقابل 30,209 دولارًا للإناث. وسجل دخل الفرد الخاص بالمدينة 26,657 دولارًا. وكانت نسبة 2.8% من العائلات ونسبة 4.8% من السكان تحت خط الفقر، وكان من هؤلاء نسبة 5% تحت سن الثامنة عشر ونسبة 3.2% في الخامسة والستين من العمر وما فوق.

### تعداد عام 2010
بلغ عدد سكان فورت توماس 16,325 نسمة بحسب تعداد عام 2010، وبلغ عدد الأسر 6,787 أسرة وعدد العائلات 4,219 عائلة مقيمة في المدينة. في حين سجلت الكثافة السكانية 1,107.5 نسمة لكل كيلومتر مربع (2,868.4/ميل2). وبلغ عدد الوحدات السكنية 7,290 وحدة بمتوسط كثافة قدره 494.6 لكل كيلومتر مربع (1,281.0/ميل2).
وتوزع التركيب العرقي للمدينة بنسبة 96.10% من البيض و1.28% من الأمريكيين الأفارقة و0.06% من الأمريكيين الأصليين و0.93% من الأمريكيين ذوي الأصول الآسيوية و0.02% من سكان جزر المحيط الهادئ و0.38% من الأعراق الأخرى و1.23% من عرقين مختلطين أو أكثر و1.43% من الهسبانيون أو اللاتينيون من أي عرق.
بلغ عدد الأسر 6,787 أسرة كانت نسبة 31.6% منها لديها أطفال تحت سن الثامنة عشر تعيش معهم، وبلغت نسبة الأزواج القاطنين مع بعضهم البعض 48.8% من أصل المجموع الكلي للأسر، ونسبة 9.7% من الأسر كان لديها معيلات من الإناث دون وجود شريك، بينما كانت نسبة 3.7% من الأسر لديها معيلون من الذكور دون وجود شريكة وكانت نسبة 37.8% من غير العائلات. تألفت نسبة 32.6% من أصل جميع الأسر من عدة أفراد يعيشون في نفس المنزل ونسبة 12.5% كانت تتألف من شخص يعيش بمفرده يبلغ من العمر 65 عاماً أو أكثر. وبلغ متوسط حجم الأسرة المعيشية 2.35، أما متوسط حجم العائلات فبلغ 3.03.
بلغ العمر الوسطي للسكان 39.8 عاماً. وكانت نسبة 24.2% من القاطنين تحت سن الثامنة عشر، وكانت نسبة 7.7% بين الثامنة عشر والرابعة والعشرين عاماً، ونسبة 25.1% كانت واقعةً في الفئة العمرية ما بين الخامسة والعشرين والرابعة والأربعين عاماً، ونسبة 27.3% كانت ما بين الخامسة والأربعين والرابعة والستين، ونسبة 15.6% كانت ضمن فئة الخامسة والستين عاماً فما فوق. وتوزع التركيب الجنسي للسكان بنسبة 47.8% ذكور و52.2% إناث.

## أعلام
- برينت سبينس
- روب سميث
- فرانك مارتي
- مايك ميتشيل
- لوسيان هاوبرد

## وصلات خارجية
- City Website نسخة محفوظة 4 أغسطس 2020 على موقع واي باك مشين.
- The US50 - Cities and Towns in Kentucky State